# Maria Ludovika av Spanien

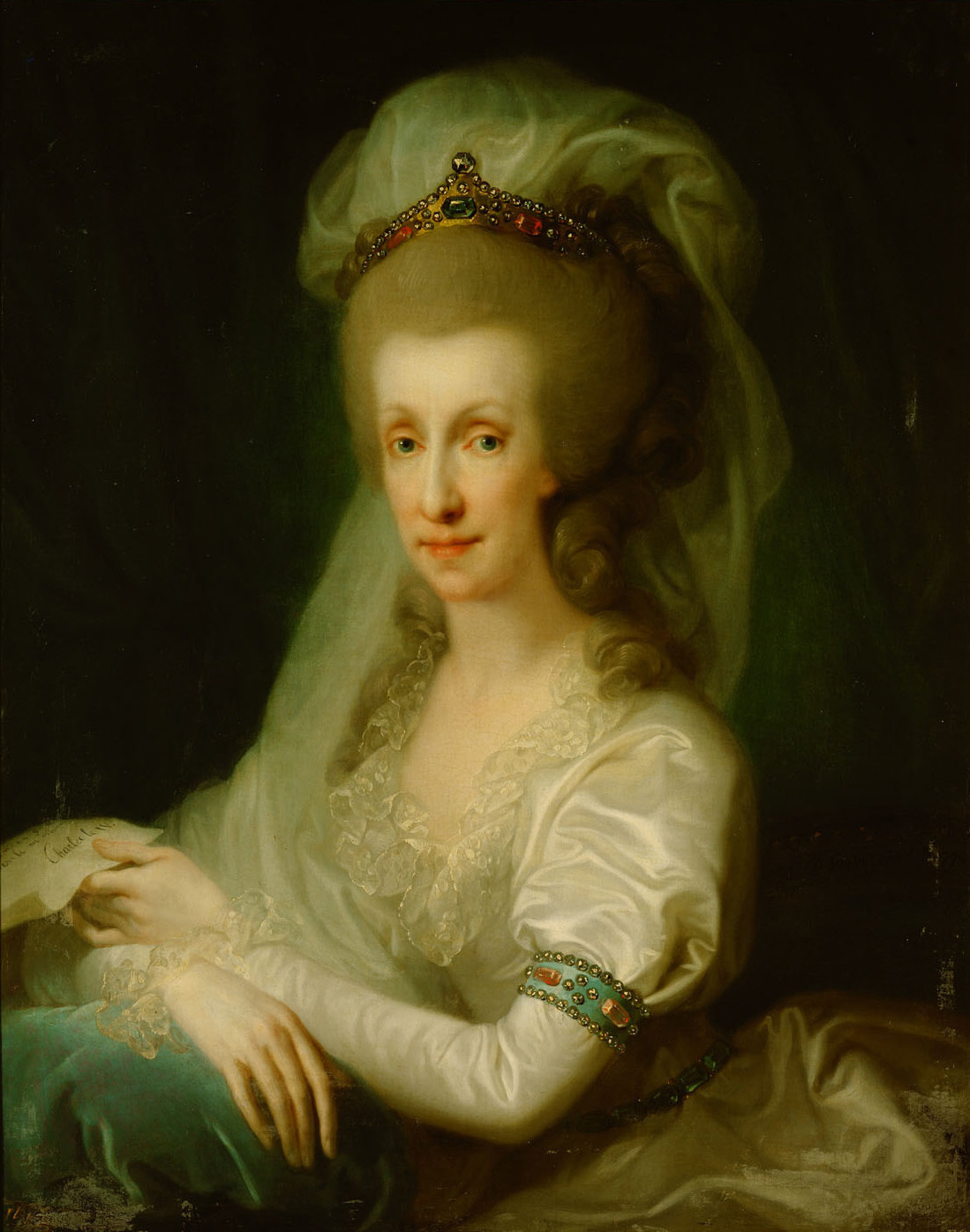
Maria Ludovika av Spanien som tysk-romersk kejsarinna, 1790

Maria Ludovika av Spanien, på spanska: María Luisa, född 24 november 1745 i Portici, död 15 maj 1792 i Wien, var en tysk-romersk kejsarinna och storhertiginna av Toscana genom sitt giftermål med tysk-romerske kejsaren Leopold II.

## Biografi

### Tidigt liv
Maria Ludovika var dotter till Karl III av Spanien och Maria Amalia av Sachsen. Hon växte upp i Neapel, där fadern var kung. Först när fadern ärvde den spanska kronan 1759 bosatte hon sig i Spanien. År 1760 var det tänkt att hon skulle giftas bort med ärkehertig Karl Josef, äldste son och arvtagare till Maria Teresia av Österrike, men detta förhindrades av Ludvig XV av Frankrike, som begärde att Josef skulle gifta sig med hans egen dotterdotter Isabella av Parma. 

### Giftermål
Ett äktenskap arrangerades istället 1761 med Karl Josefs bror Leopold, arvtagare till storhertigdömet Toscana. Hon vigdes först genom ombud i Madrid 16 februari 1764. Därefter färdades hon via Barcelona och Genua till Bolzano, där hon möttes av sin blivande svärfar och make, till Österrike, där hon vigdes en andra gång med Leopold i Innsbruck 1765. Hennes far hade specifikt bett om att skulle slippa hålla sitt bröllop i kejserlig prakt i Wien, för att undvika att hon skulle sakna prakten då hon sedan bosatte sig i det något mindre storslagna Florens. Hennes svärfar avled under bröllopsfestligheterna, vilket direkt gjorde henne och hennes make till storhertig och storhertiginna av Toscana. Samma år följde hon maken till Florens i storhertigdömet Toscana i Italien, åtföljd av ett följe italienska hovdamer. 

### Storhertiginna av Toscana
Paret anlände till Florens 13 september 1765. I Florens levde hon i Palazzo Pitti, där flera rum som nu är berömda inreddes åt henne i rokokostil. Maria Ludovika beskrivs vid tiden för sitt bröllop som en blåögd skönhet med livlig charm. Som person beskrivs hon som enkel och opretentiös till sitt uppträdande, lojal och stöttande mot Leopold, snäll och generös mot andra, och med en naturlig värme och vänlighet som balanserade upp Leopolds ibland kalla och reserverade uppträdande. Hennes relation till Leopold beskrivs som god, och hon ska ha stöttat honom lojalt i hans regeringsbekymmer. 
Hennes katolska uppfostran fick henne att uppfatta äktenskapet och barnafödandet som en plikt och undvika alla klagomål, och hon tvingades också accepterade makens otrohet. En av hans mest kända förbindelser var med Lady Anna Gore Cowper, och en annan med ballerinan Livia Raimondi, som han lärde känna 1786, gav ett palats vid Piazza San Marco och med vilken han fick en son, Luigi von Grün (1788-1814).     
Som storhertiginna blev Maria Ludovika känd för sitt lojala stöd för Leopold och sin barmhärtighet mot de fattiga. Under den svält som rådde i Toscana 1765 organiserade hon mat och sjukvård åt fattiga och nödlidande och kallades för en "modell av feminin dygd". Leopold kröntes till storhertig i juli 1768, men Maria Ludvika blev aldrig krönt, även om hon närvarade vid kröningen. 1768 gifte sig Leopolds syster Maria Karolina med hennes bror, kung Ferdinand av Neapel. Maria Ludovika bad sin bror om att få tillbringa en tid i Neapel med Maria Karolina för att göra dennas första tid i sitt nya land lättare, och paret mötte Maria Karolina i Bologna och tillbringade sedan sommaren 1768 i Neapel, där Maria Ludvika gav sin svägerska råd om hur hon borde bete sig som stödjande maka. Hon åtföljde även Leopold på hans besök i Wien 1770. 
Paret ogillade båda formaliteter, undvek högtidligheter och upprätthöll inte något egentligen hovliv. Medan Leopold ägnade sig åt politik och privat nöjesliv, isolerade sig Maria Ludvika från societetslivet och ägnade sig endast åt barnuppfostran och umgänge med en liten vänkrets. Hon gav barnen en mycket informell och enkel uppfostran på avstånd från hovlivet, och familjen gjorde under sommaren utflykter till landet och kusten.    

### Kejsarinna
År 1790 blev Leopold tysk-romersk kejsare, och paret lämnade Italien för Österrike. I samband med kröningen till kung och drottning av Böhmen i Prag 1791 uppfördes en opera av Mozart. Maria Ludovika ska vid det tillfället ha kallat Mozarts opera för tyskt svineri. Detta uttalande blev länge berömt och associerades med henne, men det finns ingen tidigare datering om att hon skulle ha sagt detta förrän år 1876. 
Leopold dog 1792 efter två år som kejsare. Hon ska ha sörjt Leopold djupt och överlevde denne med endast ett par månader. Hon avled innan hennes son Frans valdes till Leopolds efterträdare.

## Barn
1. Maria Teresia (1767–1827), gift med Anton av Sachsen
2. Frans II (1768–1835)
3. Ferdinand III av Toscana (1769–1824)
4. Maria Anna (1770–1809)
5. Karl, hertig av Teschen (1771–1847)
6. Alexander Leopold (1772–1795)
7. Albrecht Johann (1773–1774)
8. Maximilian Johann (1774–1778)
9. Josef Anton (1776–1847)
10. Maria Klementina (1777–1801), gift med sedermera Frans I av Bägge Sicilierna
11. Anton Viktor (1779–1835)
12. Maria Amalia (1780–1798)
13. Johan (1782–1859)
14. Rainier Joseph (1783–1853)
15. Ludvig (1784–1864)
16. Rudolf (1788–1831)